# Wilhelm Volz (Künstler)
Wilhelm Volz (* 8. Dezember 1855 in Karlsruhe; † 7. Juli 1901 in München) war ein deutscher Maler und Grafiker, dessen Werk stilistisch zwischen Historismus und Jugendstil einzuordnen ist. Er ist nicht zu verwechseln mit Wilhelm August Volz (* 1877 Mannheim; † 1926 in Karlsruhe), der ebenfalls an der Großherzoglichen Badischen Akademie der Bildenden Künste Karlsruhe studierte.

## Leben

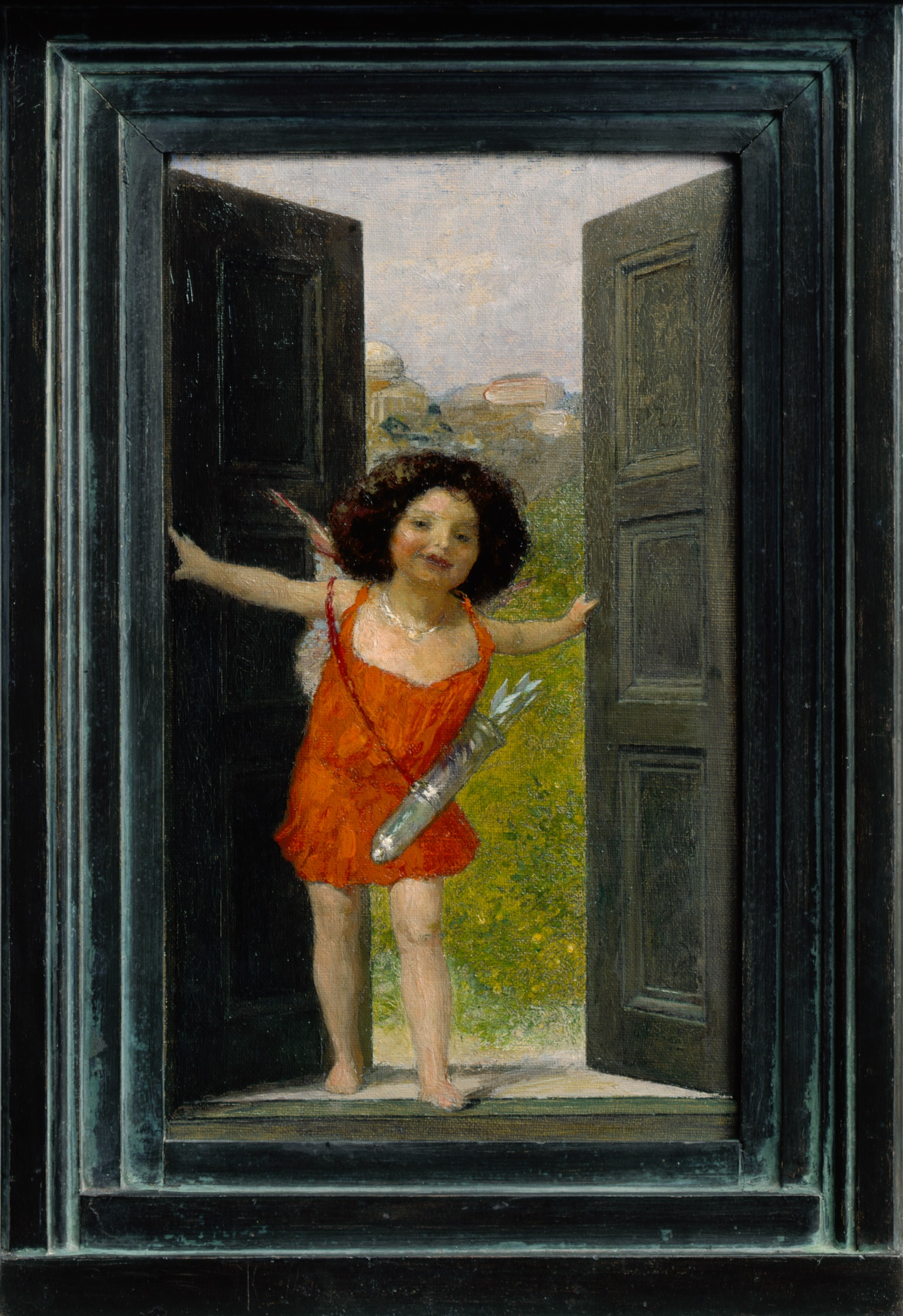
Wilhelm Volz: Amor, Tür öffnend. Öl auf Leinwand auf Malpappe, 32,5 × 20 cm, ohne Jahr.

Wilhelm Volz wurde als Sohn des Medizinalreferenten Adolph Otto Volz und dessen Frau Julie, geborene Baumgärtner (familiäre Verbindungen zur Mendelssohn-Dynastie) in Karlsruhe geboren. Dort besuchte er von 1865 bis 1875 das Lyzeum und schloss Freundschaft mit dem späteren Schriftsteller Heinrich Vierordt. Bereits früh zeigte sich Volz’ künstlerische und musikalische Begabung.
Vom Militärdienst wurde er aufgrund eines seit Geburt bestehenden Hüftleidens befreit. Er studierte von 1875 bis 1881 an der Großherzoglichen Badischen Akademie der Bildenden Künste Karlsruhe bei Karl Gussow und Ferdinand Keller. Engere Verbindungen entwickelten sich zu seinen Studienkameraden Ludwig von Hofmann, Edmund Kanoldt, Max Klinger und Heinrich Schmidt-Pecht. Ferdinand Keller beteiligte ihn als Illustrator an der Gesamtausgabe von Schillers Werken, die 1877/1878 in Stuttgart und Leipzig erschien.
1878 hielt sich Volz in Süddeutschland auf, vor allem am Bodensee, kurzzeitig auch in der Schweiz. 1882 reiste er nach Baden-Baden und Italien. Es folgte bis 1883 ein Studium an der Académie Julian in Paris bei Jules-Joseph Lefebvre und Gustave Boulanger. An der Großherzoglichen Badischen Akademie der Bildenden Künste Karlsruhe übernahm der Künstler von 1886 bis 1888 einen Lehrauftrag.
1888/1889 zog Volz nach München. Um 1890 trat Volz der Münchner Künstlergesellschaft Allotria bei. Er befreundete sich mit dem Bildhauer Josef Flossmann, den Malern Wilhelm Dürr d. J., Peter Halm, Arthur Langhammer, Wilhelm Ludwig Lehmann, Carl Theodor Meyer-Basel und dem Architekten Theodor Fischer.
„Jetzt erst warf ich einen langen Blick auf all den Reichtum von Bildern und Studien und Entwürfen auf Staffeleien, an der Wand, am Boden – da klang es wie feine Musik von überall her, da war ein Reichtum an Schönheit und Innerlichkeit, wie ich es noch in keinem Atelier erlebt hatte.“
1892/1893 unterrichtete Volz die Fächer Kopf- und Aktmalen sowie Kopf- und Aktzeichnen an der Damenakademie des Münchner Künstlerinnenvereins. 1892 wurde er Mitglied der „Münchner Secession“. Bei den 1897 und 1898 gegründeten Secessionen in Wien und Berlin war Wilhelm Volz korrespondierendes Mitglied.

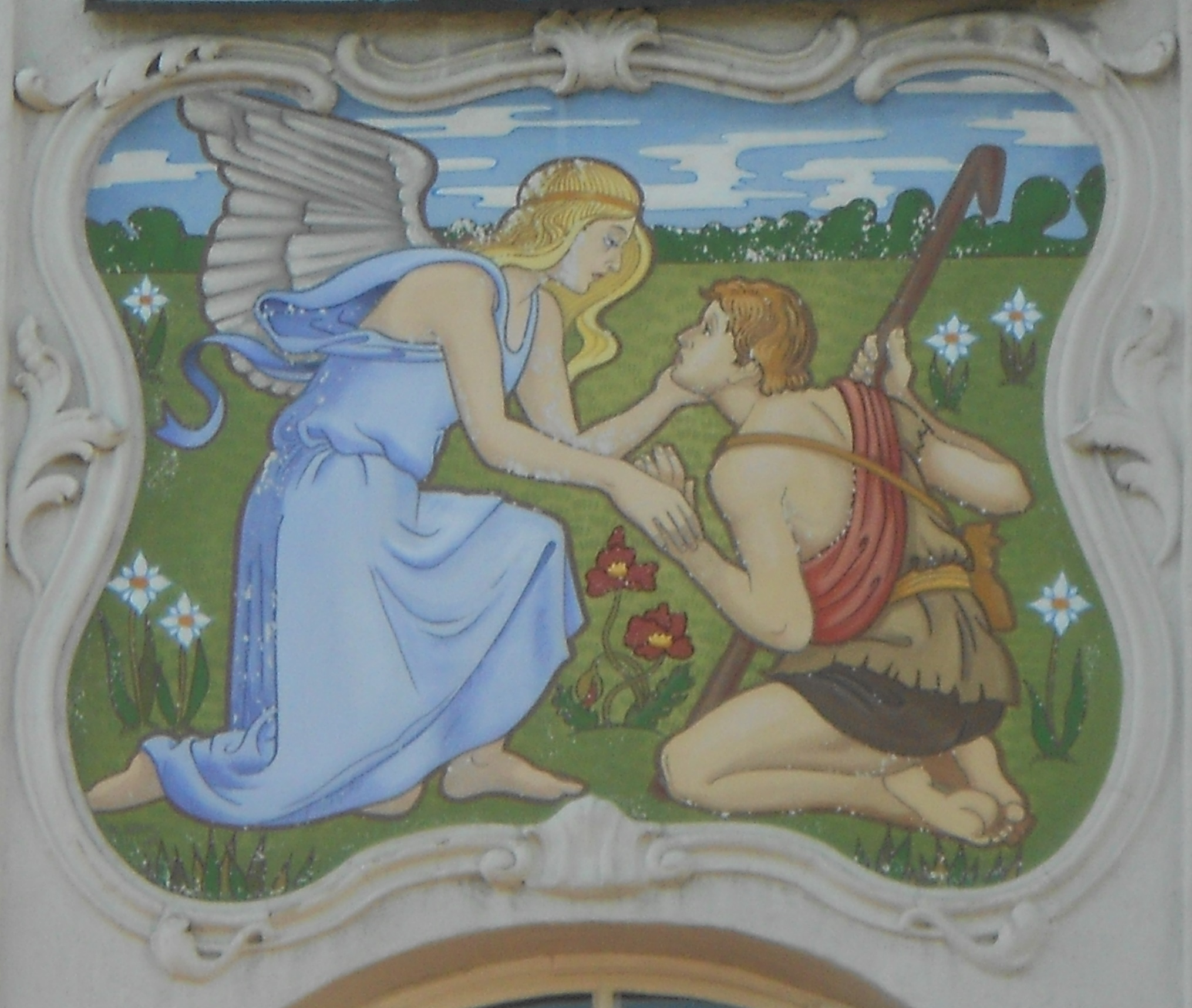
Wilhelm Volz: Engel, einen Kranken aufrichtend. Fresko an der Fassade der Klinik in der Nußbaumstraße, München, 1896.

Ab den 1890er-Jahren verbrachte Volz die Sommermonate zusammen mit seinen Münchner Künstlerfreunden auf der Bodenseeinsel Reichenau. Mit Gustav Schönleber und Paul von Ravenstein unternahm er 1891 eine Italienreise. 1896 gewann Volz den Wettbewerb zur Ausmalung der Aussegnungshalle des Münchener Ostfriedhofs, das Wandbild wurde jedoch nicht ausgeführt. Im selben Jahr entstand ein Wandbild für die Fassade der Klinik in der Nußbaumstraße, München.

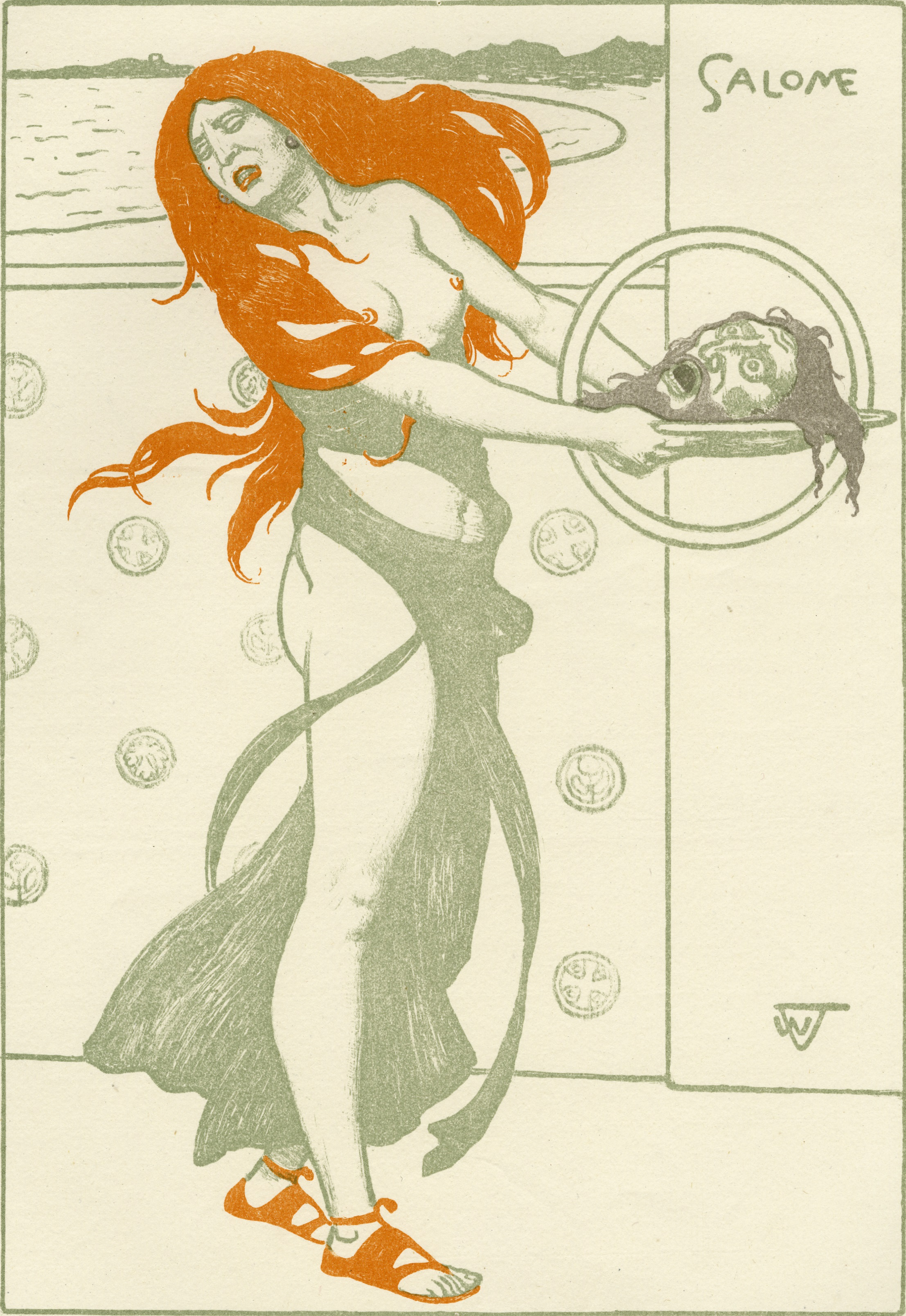
Wilhelm Volz: Salome. Farblithographie, 48 × 32 cm, erschienen in der Zeitschrift „Pan“ 1896 und 1898.

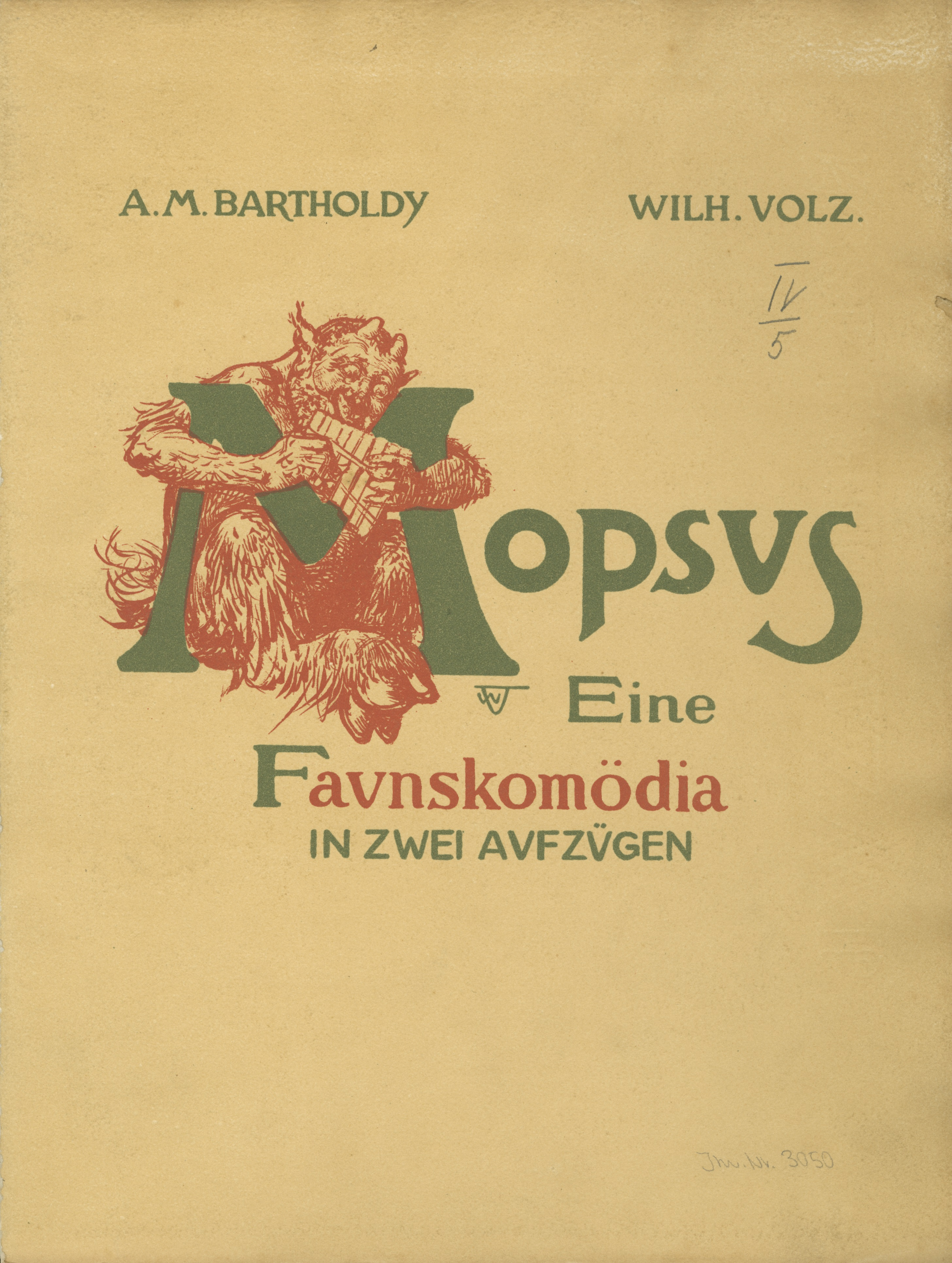
Wilhelm Volz: Innentitel zu „Mopsus – Eine Faunskomödia in zwei Aufzügen“, 1898.

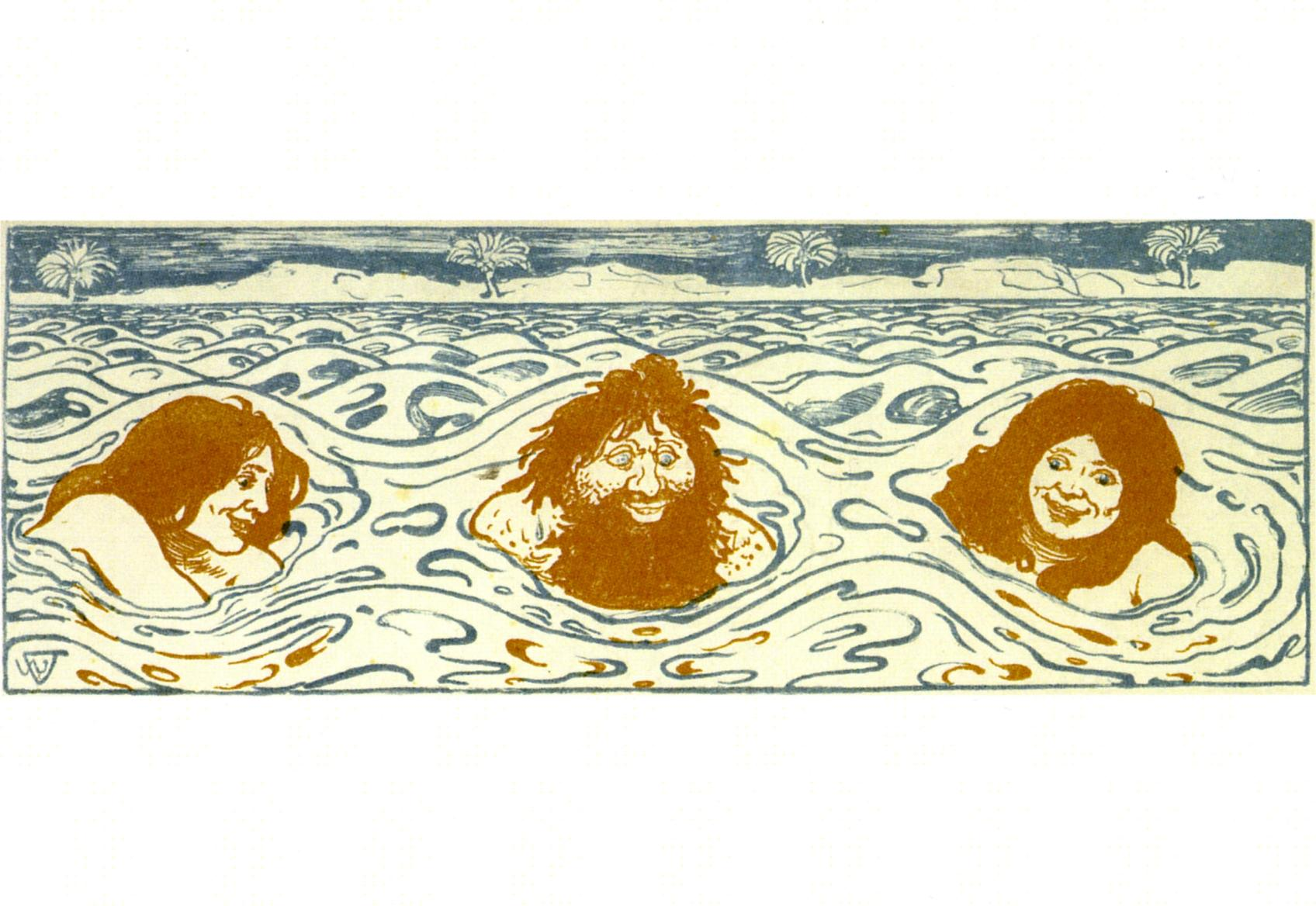
Wilhelm Volz: Meereswesen. Farblithographie, 22,6 × 36,1 cm, ohne Jahr.

Seit 1896 schuf er für die Zeitschriften „Pan“ und „Jugend“ Illustrationen. 1898 erschien die von Volz komponierte und bebilderte Faunskomödie „Mopsus“ im Verlag J. A. Pecht in Konstanz.
„Ob seine Liebhaberei für die derben Spässe der Faune ihn besonders dabei führte oder ob sie durch die Komödie erst ihm so lebendig wurden, weiss ich nicht mehr, jedenfalls war es die Dichtung, die ihn zu den immer wiederkehrenden Bildern, zur Erfindung seiner köstlichen Illustrationen und zur Komposition der Faunskomödie begeisterten.“
1900 erfolgte die Ausmalung des Café „Neue Börse“,  München unter dem  Auftraggeber Friedrich von Thiersch. Sein letztes Bild, „Das Tanzlegendchen“, nach Gottfried Kellers gleichnamiger Novelle, blieb unvollendet.

## Werk und Stil
Wilhelm Volz‘ Werk ist stilistisch zwischen Historismus, Symbolismus und Jugendstil angesiedelt und besticht durch seine technische Vielseitigkeit. Sein Œuvre umfasst Porträts, Landschaftsdarstellungen, religiöse Gemälde, Wandmalerei für Kirchen und profane Gebäude,  Buch- und Zeitschriften. Auch das Themenspektrum seiner Bilder ist vielfältig. Neben religiösen Motiven interessierte sich Wilhelm Volz vor allem für erzählerische Darstellungen, das heißt literarische, märchenhafte, mythologische und humorvolle Sujets. Eine seiner weiteren wichtigen Inspirationsquellen war die Musik.
„Wilhelm Volz’ künstlerische und musikalische Doppelbegabung machte ihn zu einem Künstlerpoeten im zweifachen Sinn, eine sensible Natur, die wohl ahnte, ein Zuspätgeborener am Ende des am Epigonalen leidenden 19. Jahrhunderts zu sein. Doch Volz war auch ein stiller Kämpfer, dessen vielleicht stärkste Waffe sein unerschütterlicher Humor war, der sich auch in seinem Werk niederschlug und dieses gerade deshalb so einzigartig macht.“

## Nachlass
Ein Großteil des künstlerischen Nachlasses von Wilhelm Volz befindet sich in der Sammlung der Städtischen Wessenberg-Galerie Konstanz, darunter zahlreiche Skizzen und Studien, aber auch Druckgraphiken und Ölgemälde, sowie vereinzelte Briefe und ein vollständig erhaltenes Exemplar des „Mopsus“.
Das Konvolut wurde 1943 von Heinrich Schmidt-Pecht von Lina Volz, der Schwester des Künstlers, für die Sammlung erworben.

## Werke (Auswahl)
- 1877/1878: Illustrationen zu: Schillers Werke. Eduard Hallberger Verlag, Stuttgart und Leipzig
- 1882 bis 1886: Illustrationen zu: Goethes Werke. Deutsche Verlagsanstalt, München, (ehem. Eduard Hallberger Verlag)
- 1888: Gemälde Die Heilige Elisabeth, Städtische Wessenberg-Galerie Konstanz
- 1888: Gemälde, Maria im Grünen, Städtische Wessenberg-Galerie Konstanz, Depositum Kunstverein Konstanz
- 1889/1890: Bemalung der Außenfassade der erhaltenen Villa des Künstlerkollegen Gustav Schönleber in Karlsruhe, Jahnstraße 18.
- 1890: Illustrationen zu: Wilhelm Jensen: Der Schwarzwald. H. Reuther’s Verlagsbuchhandlung, Berlin
- 1891: Illustrationen zu: William Shakespeare: Ein Sommernachtstraum. C.F. Amelangs Verlag, Leipzig
- 1892: Kinderpredigt in St. Aracoeli (Weihnachten in Rom), Staatliche Kunsthalle Karlsruhe
- 1893: Die Heilige Cäcilia, Staatliche Kunsthalle Karlsruhe
- Seit 1896: Illustrationen für die Zeitschriften Pan und Jugend, Berlin und München
- 1896: Engel, einen Kranken aufrichtend, Fresko an der Fassade der Klinik in der Nußbaumstraße, München
- 1898: Illustrationen zu: Mopsus – Eine Faunskomödia in zwei Akten, Verlag J. A. Pecht, Konstanz
- o. J. (um 1898), Faunskonzert, Städtische Galerie im Lenbachhaus und Kunstbau, München
- 1900: Großformatige Ölstudien „Grabesengel“ und „Grablegung“ zu dem späteren Gemälde „Zwei Engel am Grab Christi“, Neue Pinakothek, München
- 1900: Ausmalung des Cafés „Neue Börse“, München; Auftraggeber Friedrich von Thiersch
- 1901: Bemalte Kanzel, Erlöserkirche, München
- 1901: Nymphe am Weiher, Städel Museum, Frankfurt am Main
- 1899/1900: Triptychon (unvollendet) Das Tanzlegendchen, nach der Novelle von Gottfried Keller. 1901 von der Gottfried-Keller-Stiftung erworben, heute als Depositum im Kunsthaus Zürich

## Preise
- 1876/1877: Preis der Kunstschule, Akademie der Bildenden Künste, Karlsruhe
- 1889: Medaille für das Gemälde, „Maria im Grünen“, Internationale Kunstausstellung im Glaspalast in München
- 1893: Medaille für  das Gemälde „Maria im Grünen“, Weltausstellung, Chicago

## Ausstellungen (Auswahl)
- 1888: „III. Internationale Ausstellung“ im Glaspalast in München
- 1889: „Internationale Jahresausstellung“ im Glaspalast in München
- 1890: „Internationale Jahresausstellung“ im Glaspalast in München
- 1892: „Internationale Jahresausstellung“ im Glaspalast in München
- 1893: Weltausstellung in Chicago
  - „Große Internationale Kunstausstellung“ in Berlin;
  - Eröffnungsausstellung der Münchener Secession
- 1894: Sommerausstellung der Secession
- 1895: „Internationale Kunst-Ausstellung“ des Vereins bildender Künstler München;
  - „Große Berliner Kunstausstellung“
- 1897: „Große Berliner Kunstausstellung“
- 1899: Ausstellung der Münchener Secession
- 1902: „Karlsruher Jubiläums-Kunstausstellung“ (posthum);
  - Nachlassausstellung in Basel
  - Winterausstellung der Münchener Secession
  - Schulte’s Kunstsalon in Berlin
- 1909: Ausstellung der Münchener Secession
- 1912: „Große Kunstausstellung“ in Dresden
- 1921: Retrospektive im Kunsthaus Sebald, Karlsruhe
- 2015: „Wilhelm Volz 1855 - 1901. Märchen, Mythos & Musik“. Ausstellung anlässlich seines 160. Geburtstags in der Städtischen Wessenberg-Galerie Konstanz